# Johanne Dybwad

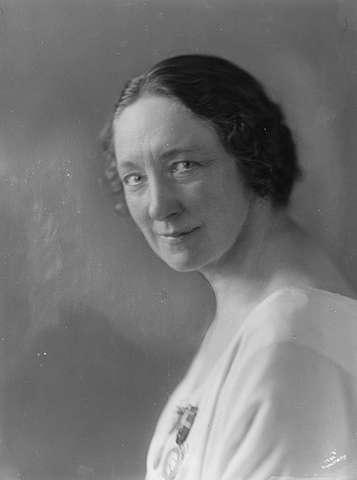
Johanne Dybwad.

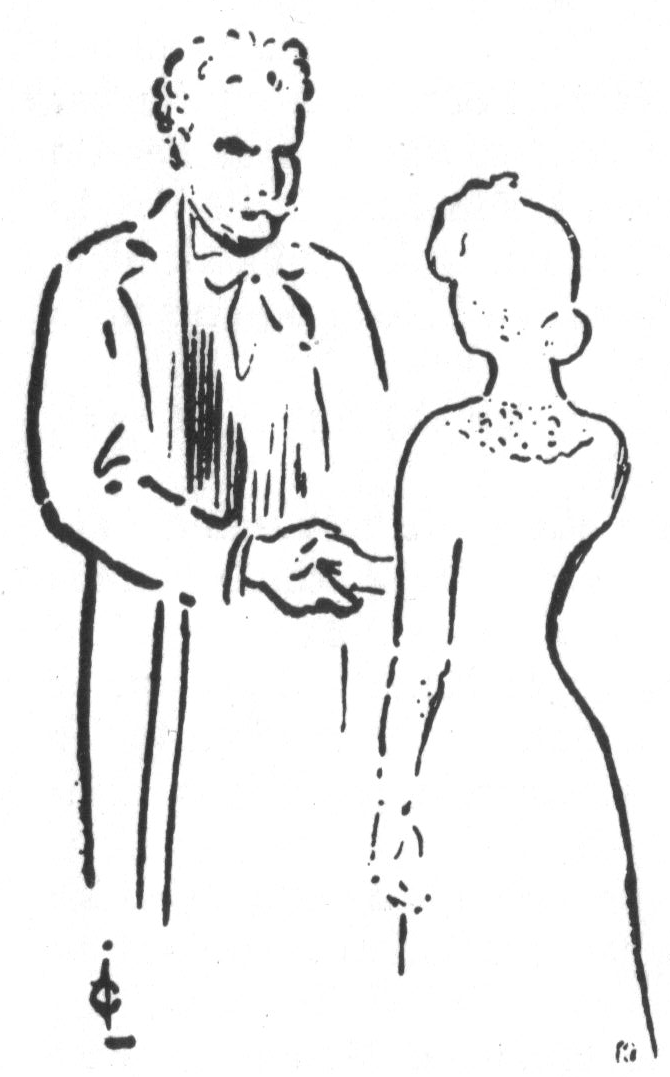
Johanne Dybwad tillsammans med Egil Eide i Gunnar Heibergs Kjærlighet til næsten, teckning av Gustav Lærum.

Johanne Dybwad, född den 2 augusti 1867 i Kristiania, död där den 4 mars 1950, var en norsk skådespelerska, dotter till skådespelerskan Johanne Reimers i hennes första äktenskap, sedan 1891 gift med advokaten Vilhelm Dybwad.
Hon debuterade 1887 på Bergens teater, varifrån hon följande år gick över till Kristiania teater med en lyckosam debut som Fanchon i Syrsan. Ett par år spelade hon nu ingenueroller (Hilde i Fruen fra havet, Helga i Geografi og kjærlighed) och vann så småningom en säker ställning i publikens ynnest genom sina roller som Hedvig i Vildanden (1889), Nora i Et dukkehjem (1890), Thea Elvsted i Hedda Gabler (1891), Solveig i Peer Gynt (1892), Hilde i Bygmester Solness (1893), Asta Almers i Lille Eyolf och Sara i Jonas Lies Lystige koner (båda 1895), Lina i Hulda Garborgs Mødre (1896), Teresita i Knut Hamsuns Livets spil, Frida Foldal i Johan Gabriel Borkman (1896-1897), Ellen i Gunnar Heibergs Folkeraadet och Signe i Gildet paa Solhaug (1897-1898). 
Sedan 1899 tillhörde hon Nationaltheatret, där hon tolkade ett stort antal av de förnämsta kvinnorollerna i skådespel av Bjørnstjerne Bjørnson (Borghild i Sigurd Jorsalfar, Klara Sang i Over ævne, Tora Parsberg i Paul Lange og Tora Parsberg, Klara Ernst i Kongen, Maria i Paa Storhove, titelrollen i Maria Stuart i Skottland och Ragna i Daglannet), Ibsen (Maja Rubek i Naar vi døde vaagner, Eline Gyldenlöve i Fru Inger till Östråt, Gerd i Brand), Gunnar Heiberg (titelrollen i Harald Svans mor och Tante Ulrikke, Cornelia i Kjærlighed til næsten, Ilka i Det store lod och Karen i Kjærlighedens tragedie), Hamsun, Obstfelder med flera.
Johanne Dybwad gjorde som uppläserska Obstfelders dikter uppskattade av den stora allmänheten. I Stockholm uppträdde hon
1900, 1901 och 1902 samt gav gästroller i Helsingfors (1903) och Köpenhamn (1903 och 1904).

## Teater

### Roller (urval)
| År   | Roll               | Produktion                                         | Regi | Teater                      |
| 1900 | Marguerite Gautier | Kameliadamen Alexandre Dumas den yngre             |      | Svenska teatern, Stockholm  |
| 1902 | Catherine Hubscher | Madame Sans-Gêne Victorien Sardou och Émile Moreau |      | Kungliga Dramatiska Teatern |
| 1907 | Nora               | Ett dockhem Henrik Ibsen                           |      | Svenska teatern, Stockholm  |